# Cmentarz ewangelicko-prawosławny w Łapach
Cmentarz ewangelicko-prawosławny w Łapach – jeden z rejestrowanych zabytków miasta Łapy, w powiecie białostockim, w województwie podlaskim. Znajduje się w części miasta Ossse, przy ulicy Sokołowskiej.
Jest to nekropolia założona dla pracowników zakładów kolejowych "DEPO" (obecnie Zakłady Naprawcze Taboru Kolejowego w Łapach). Najstarsze nagrobki pochodzą z początku ubiegłego stulecia. Cmentarz jest zadbany i otoczony zielenią.